# Glen Rock (Pensilvania)
Glen Rock es un borough ubicado en el condado de York en el estado estadounidense de Pensilvania. En el año 2000 tenía una población de 1809 habitantes y una densidad poblacional de 901,9 personas por km².

## Geografía
Glen Rock se encuentra ubicado en las coordenadas 39°47′36″N 76°43′53″O / 39.79333, -76.73139.

## Economía
Según la Oficina del Censo en 2000 los ingresos medios por hogar en la localidad eran de $41 188 y los ingresos medios por familia eran $50 865. Los hombres tenían unos ingresos medios de $33 571 frente a los $27 067 para las mujeres. La renta per cápita para la localidad era de $19 076. Alrededor del 8,7 % de la población estaba por debajo del umbral de pobreza.